# Sandra Korol
Pour les articles homonymes, voir Korol.
Sandra Korol, née le 27 janvier 1975 à Genève, est une comédienne et écrivain suisse romande.

## Biographie
Sandra Korol se forme à l’art dramatique au Conservatoire de Lausanne et exerce les mille et une facettes de son métier sur les scènes romandes, au cinéma et à la télévision suisse où elle présente des émissions. 
Parallèlement à son activité de comédienne, Sandra Korol écrit depuis 2001, pour le théâtre et le cinéma. Récipiendaire de neuf prix d’écriture, elle compte quatorze pièces de théâtre à son actif, dont cinq sont publiées aux éditions Campiche dans le recueil Pièces 2003-2009. Elle travaille actuellement à l’écriture de sa quinzième pièce, la quatrième pour jeune public. Sandra Korol collabore avec des gens de théâtre, des scénaristes, des réalisateurs, des musiciens et des chorégraphes et donne des masterclass d’écriture dans des cadres institutionnels (UNIL, HEP, etc.) et privés.

## Sources
- Site officiel de Sandra Korol
- « Sandra Korol », sur la base de données des personnalités vaudoises sur la plateforme « Patrinum » de la Bibliothèque cantonale et universitaire de Lausanne.
- Site de coaching de Sandra Korol